# San Antonio Masahuat
San Antonio Masahuat è un comune del dipartimento di La Paz, in El Salvador.